# Kłodnica Dolna (gromada)
Kłodnica Dolna – dawna gromada, czyli najmniejsza jednostka podziału terytorialnego Polskiej Rzeczypospolitej Ludowej w latach 1954–1972.
Gromady, z gromadzkimi radami narodowymi (GRN) jako organami władzy najniższego stopnia na wsi, funkcjonowały od reformy reorganizującej administrację wiejską przeprowadzonej jesienią 1954 do momentu ich zniesienia z dniem 1 stycznia 1973, tym samym wypierając organizację gminną w latach 1954–1972.
Gromadę Kłodnica Dolna z siedzibą GRN w Kłodnicy Dolnej utworzono – jako jedną z 8759 gromad na obszarze Polski – w powiecie kraśnickim w woj. lubelskim na mocy uchwały nr 10 WRN w Lublinie z dnia 5 października 1954. W skład jednostki weszły obszary dotychczasowych gromad Białowoda, Dąbrowa, Ryczydół, Kłodnica Dolna, Kłodnica Górna wieś i Kłodnica Górna kol. (bez przysiółka Marianówka) ze zniesionej gminy Wilkołaz w tymże powiecie. Dla gromady ustalono 18 członków gromadzkiej rady narodowej.
1 stycznia 1956 gromada weszła w skład nowo utworzonego powiatu bełżyckiego w tymże województwie.
1 stycznia 1962 gromadę zniesiono, włączając jej obszar do gromady Borzechów w tymże powiecie.